# Berend George Escher
Pour les articles homonymes, voir Escher.
Berend George Escher, né le 4 avril 1885 à Gorinchem, et décédé le 11 octobre 1967 à Arnhem, est un géologue néerlandais.
Les travaux de Escher portent principalement sur la cristallographie, la minéralogie et la volcanologie. C'est un pionnier de la géologie expérimentale. Il est élu président de l’Association internationale de volcanologie et de chimie de l'intérieur de la Terre (IAV à cette époque) pour deux mandats, de 1948 à 1954. 
Il est le demi-frère de l’artiste Maurits Cornelis Escher, et a une certaine influence sur l'œuvre de ce dernier en raison de sa connaissance de la cristallographie et de ses structures mathématiques régulières. M.C. Escher a créé une gravure sur bois ex libris pour son frère 'Beer' avec une image stylisée d’un volcan vers 1922 (Bool numéro 91).

## Biographie
Escher est le fils de l’ingénieur civil G. A. Escher, directeur de l'agence néerlandaise de la gestion de l’eau (Rijkswaterstaat), et de sa première épouse, Charlotte Marie Hartitzsch. Escher passe sa jeunesse en Suisse. Il étudie la géologie à l’Eidgenössische Technische Hochschule (Université technique) de Zurich, où il est l’élève d’Albert Heim. Il termine ses études en 1911 et retourne aux Pays-Bas où il devient d’abord l’assistant du M.E.F.T. Dubois à l’Université d’Amsterdam puis conservateur des collections géologiques à l’Université de Delft. En 1916, il est employé par Royal Dutch Shell dans les Indes orientales néerlandaises.
En 1922, Escher devient professeur à l’Université de Leyde, et le directeur du musée géologique de cette même institution, il succède ainsi à K. Martin à ce poste. Alors que Martin s’intéressait principalement à la paléontologie et à la stratigraphie, Escher est en premier lieu minéralogiste. À Leyde, il réorganise le musée en accordant plus d’attention à l’éducation du grand public à la géologie. Il a écrit des livres sur la géologie, la minéralogie et la cristallographie, à l'attention de ses pairs scientifiques mais aussi pour le grand public.
Son domaine de recherche de prédilection est la volcanologie. Il s’intéresse également à la géologie de la Lune. Ses contributions dans les discussions avec F.A. Vening Meinesz, Ph.H. Kuenen et J.H.F. Umbgrove sur les zones d’anomalies gravitationnelles négatives, qu’ils expliquent en supposant que la convection a lieu dans le manteau lunaire, marquent la discipline. La contribution d’Escher concerne la recherche sur le volcanisme dans ces zones. Il est également pionnier dans l’utilisation d’expériences en laboratoire pour résoudre des questions géologiques, pour lesquelles il développe son propre laboratoire à l'Université de Leyde.
Pendant l’occupation allemande des Pays-Bas pendant la Seconde Guerre mondiale, Escher est gardé captif par l'armée allemande pendant un certain temps. Après sa libération, il se cache jusqu’à la fin de la guerre en 1945.
Lorsque l’Université de Leyde rouvre, il en devient le recteur. Il assume deux mandats à la tête de l'IAVCEI, de 1948 à 1954. Il prend sa retraite en 1955.